# سرچشمه (گالیکش)
سرچشمه، روستایی است از توابع بخش گالیکش شهرستان مینودشت در استان گلستان ایران.صفحه اینستاگرامhttps://www.instagram.com/roostaye_sarcheshmeh

## جمعیت
این روستا در دهستان ینقاق قرار داشته و بر اساس سرشماری سال ۱۳۸۵ جمعیت آن ۵۴۱ نفر (۱۱۵ خانوار)
بوده‌است.
ساکنان اولیه این روستا فارس بوده که قبل از انقلاب با ورود بلوچهاو سیستانی‌ها به این روستا و به علت درگیری اقوام باهم، فارس‌ها آنجا را ترک و در محلی دیگرسکونت می‌کنند که نام آن را گالیکش می‌گذارند (بعد از انقلاب گالیکش تبدیل به شهروبخش شده‌است) در حال حاضر ساکنان روستای سرچشمه ۹۰٪ بلوچ (سنی) و بقیه سیستانی (شیعه) می‌باشندکه از همزیستی مسالمت آمیزو ریشه ایی برخوردارند.
جمیعت روستا در حدود ۷۵۰ نفر است.